# Scott Bemand
Pas d'image ? Cliquez ici

a Compétitions nationales et continentales officielles uniquement.

Dernière mise à jour le 19 mars 2024.
Scott Bemand, né le 21 septembre 1978 à Hereford (Angleterre), est un joueur anglais de rugby à XV évoluant au poste de demi de mêlée.
Après sa carrière de joueur, il est sélectionneur de l'équipe d'Irlande féminine à partir de 2023. 

## Carrière
Scott Bemand joue pour les Luctonians First XV à l'âge de 18 ans, avant de rejoindre les Moseley Colts en 1997-1998. Il fait ses débuts en championnat de deuxième division pour le Moseley RFC en 1998. Scott Bemand signe pour les Harlequins lors de l'été 2001. En 2001-2002, il fait 30 apparitions en équipe première en championnat. Son dernier match pour les Harlequins est la finale de Challenge européen 2003-2004, une victoire 27-26 contre le club français de l'AS Montferrand. Puis il rejoint les Leicester Tigers, la concurrence est rude à ce poste avec Harry Ellis. Il quitte Leicester pour rejoindre Bath Rugby où il est en concurrence avec Michael Claassens titulaire du poste.
Il est forcé de prendre sa retraite à la fin de la saison 2010 pour causes de blessures.
En juillet 2023, il est nommé sélectionneur de l'équipe d’Irlande féminine.

## Palmarès

### Joueur
- Vainqueur du Championnat d'Angleterre en 2007
- Vainqueur de la Coupe d'Angleterre en 2007
- Vainqueur du Challenge européen en 2004
- Finaliste du Championnat d'Angleterre en 2005, 2006 et 2008
- Finaliste de la Coupe d'Angleterre en 2008

### Entraîneur
- Vainqueur du WXV 3 en 2023 avec l'équipe d’Irlande féminine.